# Bé de canvi
Un bé de canvi correspon amb aquell bé físic que ha estat confeccionat usualment per una empresa per a la compra i venda amb la finalitat de generar guanys, usualment econòmics. Per tant, l'objectiu és destinar-lo al comerç perquè pugui emprar-se en transaccions, a canvi de les quals s'adquireix un valor.
Normalment, la producció de béns respon a les necessitats manifestades per la demanda.

## Descripció
Els béns de canvi són els béns tangibles que una organització posseeix (i/o produeix) amb la intenció de treure'ls al mercat al llarg del curs normal de la producció i distribució d'aquests. Aquestes depenen directament les necessitats generades per les persones, de tal manera que serà introduït al mercat d'acord amb la Llei de l'oferta i la demanda.
La definició de "bé de canvi" recull sota el seu paraigua tant els béns adquirits amb l'objectiu de revendre'ls com els produïts per la institució en si. A més a més, pot referir-se també a aquells que seran venuts sense haver de passar per cap mena de transformació prèvia i a aquells que sí que els caldrà sotmetre's a un procés de canvi abans de sortir al mercat; i pot referir-se tant a aquells ja finalitzats com a aquells que encara es troben en etapes intermèdies de la seva producció.
Podem dividir els béns de canvi en els destinats a empreses comercials (és a dir, mercaderia de revenda) i a empreses industrials. Els pertanyent a l'àmbit industrial poden ser productes elaborats, productes en curs d'elaboració, matèries primeres i, finalment, accessoris, recanvis i altres materials. D'altra banda, també podem distribuir-los en funció de la fase de producció en què es troben o segons la destinació final al qual siguin dirigits.
No s'han de considerar béns de canvi els recanvis emmagatzemats per a tasques de manteniment, els materials que seran consumits durant el procés de comercialització (com a embalatges, mostres o materials de propaganda) i els materials emprats per fer tasques administratives. Aquesta distinció s'explica en què, quan classifiquem els béns, ho fem considerant de manera comptable la seva imputació final a cost de mercaderies venudes. D'aquesta manera, els que sh'an enumerat a aquest paràgraf han de classificar-se com a altres actius.

## Valor de canvi
Tots els béns es consideren un recurs econòmic per a l'empresa, la qual cosa equival a la possessió d'una utilitat econòmica, ja sigui perquè són diners, perquè pot convertir-se en ells o perquè consisteix en béns que esperem vendre o aportar-los un ús determinat. Això equival a dir que tots els béns de canvi tenen un valor de canvi.
Segons Aristòtil, tots els objectes existents poden comptar amb dues utilitats: com a mitjà d'ús i com a mitjà de canvi. Per tant, el valor d'ús és la capacitat que posseeix un article per satisfer una necessitat determinada (per exemple, una sabata satisfà una necessitat de comoditat en el calçat), i el valor de canvi la que té un objecte per a ser intercanviat per uns altres (un sabater fa sabates per a vendre'ls a canvi de diners).

## Estimació de preu
La qüestió de com valorar els béns és un dels principals debats plantejat per a les empreses, perquè el valor real d'una mercaderia podria variar d'un mes a un altre, per exemple.
Partint d'aquesta base, posseïm un mètode global que consisteix a calcular el preu basant-nos en la fórmula a continuació: CMV = Existència Inicial + Compres - Existència Final.
Aquest mètode, però, no planteja la possibilitat d'aconseguir un cost de mercaderies fidel a la realitat, en el fons, ja que no es pot controlar adequadament l'inventari durant l'activitat, al mateix temps que amaga les possibles ineficàcies presents en el maneig d'inventaris.
És per aquesta raó que existeix alternativament el mètode d'Inventari Permanent, on els béns de canvi són registrats en inventaris amb la finalitat d'estimar el seu preu en el mercat. Per a això, poden prendre's diferents vies.
El primer dels sistemes englobat dins l'Inventari Permanent considera el preu seguint el criteri FIFO (primera entrada, primera sortida o first in, first out), per la qual cosa el preu de la mercaderia s'arxiva tal com es va adquirir, i les sortides segueixen l'ordre cronològic. Així doncs, els primers actius adquirits seran els primers en sortir al mercat.
D'altra banda, podem utilitzar el mètode d'última entrada, primera sortida o last in, first out (LIFO), d'acord amb el qual els preus són semblants a aquells ubicats al mercat. No obstant això, les sortides segueixen un ordre cronològic invers. Així doncs, es registren els últims valors com a primeres sortides. En altres paraules, es pressuposa que els últims productes a arribar seran els primers a sortir a la venda.
Finalment trobem el PPP (Preu Mitjà Ponderat), que es decanta realitzar una mitjana ponderada del preu de les unitats en existència. Aquest serà el cost que quedarà guardat per a les diverses sortides.